# 入船町 (苫小牧市)
入船町（いりふねちょう）は、北海道苫小牧市にある町名。
現行行政地名は入船町一丁目から入船町三丁目。住居表示実施済み。

## 地理
苫小牧市の中央部に位置し、東は幌内川を挟んで晴海町、西は元中野町、北は船見町と接しており、南側に苫小牧港を挟んで真砂町がある。

## 歴史
1974年（昭和49年）9月1日、字中野から分離し住居表示を実施。入船町一丁目から入船町三丁目を設置した。1963年（昭和38年）4月25日に苫小牧港の入船式が行われた岸壁があることから入船町と名付けられた。
1975年（昭和50年）7月1日に区画整理を実施した。

## 世帯数と人口
2025年（令和7年）1月末現在の世帯数と人口は以下の通りである。
| 町丁         | 世帯数 | 人口 |
| ------------ | ------ | ---- |
| 入船町一丁目 | 0      | 0    |
| 入船町二丁目 | 3      | 5    |
| 入船町三丁目 | 0      | 0    |
| 計           | 3      | 5    |

## 小・中学校の学区
市立小・中学校に通う場合、学区は以下の通りとなる。
|      | 小学校               | 中学校             |
| ---- | -------------------- | ------------------ |
| 全域 | 苫小牧市立若草小学校 | 苫小牧市立東中学校 |

## 交通
道路
- 北海道道259号上厚真苫小牧線

バス
- 北海道中央バスの都市間バス「高速とまこまい号」の一部便がフェリーターミナル発着で運行[11]。
- 道南バスのフェリーターミナル行きや勇払行き（日軽金前経由）[12]、あつまバスの厚真行き（日軽金前経由）が運行している[13]。

フェリー
- 苫小牧西港フェリーターミナルから八戸、仙台・名古屋、大洗行きが就航している[14]。

## 施設
- 東ふ頭[15]
- 入船ふ頭

### 一丁目
- 入船公園[16]
- 苫小牧西港フェリーターミナル
- 函館税関苫小牧コンテナ検査センター[17]

### 二丁目
- 會澤高圧コンクリート苫小牧工場[18][19]
- 苫小牧港開発[20]
- ENEOS Dr.Drive苫小牧埠頭店[21]

### 三丁目
- キラキラ公園
- ハーバーFビル[22]
  - 苫小牧港管理組合[23]
  - 苫小牧埠頭[24]
- 入船クロスポートビル[25]

### かつて存在した施設
- ホテルイーストジャパン
- ミートホープ

## その他

### 日本郵便
- 郵便番号: 053-0003[3]（集配局：苫小牧郵便局[26]）。

### 警察
管轄する警察署、交番・派出所は以下の通りである。
| 丁目・字 | 警察署       | 交番・派出所 |
| -------- | ------------ | ------------ |
| 全域     | 苫小牧警察署 | 沼ノ端交番   |